# Windows Live Mesh
Windows Live Mesh (conosciuto anche come Live Mesh, Windows Live Sync e Windows Live FolderShare) è stata un'applicazione web creata da Microsoft che permetteva la condivisione e la sincronizzazione di file e cartelle tra due o più computer basati su sistemi operativi Microsoft Windows e macOS (dalla versione 10.5 Leopard in poi) o tramite web attraverso Windows Live OneDrive. Era parte della suite Windows Live Essentials.
Windows Live Mesh permette inoltre l'accesso al desktop remoto attraverso Internet.

## Caratteristiche
Le caratteristiche di Windows Live Mesh includono:
- La possibilità di sincronizzare fino a un massimo di 200 cartelle con 100.000 file ognuna (ogni cartella fino a un massimo di 50 Gb) due o più computer (peer to peer);[3]
- La possibilità di sincronizzare nell'archivio sincronizzato Windows Live OneDrive fino a 5 GB di file;
- La connessione verso altri PC attraverso la funzionalità integrata di Desktop remoto.  Le connessioni remote sono crittografate mediante il protocollo Secure Sockets Layer (SSL);[4]
- La possibilità di sincronizzare le impostazioni delle applicazioni tra due o più PC come:[5]
  - Windows Internet Explorer - sincronizzazione dei preferiti e della cronologia;
  - Microsoft Office - sincronizzazione degli stili, dei modelli, del dizionario personalizzato e delle firme della posta elettronica.